# Lancer du poids féminin aux championnats du monde d'athlétisme 2019
Pour un article plus général, voir Championnats du monde d'athlétisme 2019.
Navigation
Londres 2017 Eugene 2021
L'épreuve du lancer du poids féminin des championnats du monde de 2019 se déroule les 2 et 3 octobre 2019 dans le Khalifa International Stadium, au Qatar. 

## Critères de qualification
Pour se qualifier pour les championnats, il faut avoir réalisé 18,00 m ou plus entre le 7 septembre 2018 et le 6 septembre 2019.

## Records et performances

### Records
Les records du lancer du poids féminin (mondiaux, des championnats et continentaux) avant les championnats 2019 sont les suivants :
| Record du monde                                                | Natalya Lisovskaya        | 22,63 m | Moscou, Russie      | 7 juin 1987      |
| Record des championnats                                        | Natalya Lisovskaya        | 21,24 m | Rome, Italie        | 5 septembre 1987 |
| Record d'Afrique                                               | Vivian Peters-Chukwuemeka | 18,43 m | Walnut, États-Unis  | 19 avril 2003    |
| Record d'Asie                                                  | Li Meisu                  | 21,76 m | Shijiazhuang, Chine | 23 avril 1988    |
| Record d'Europe                                                | Natalya Lisovskaya        | 22,63 m | Moscou, Russie      | 7 juin 1987      |
| Record d'Amérique du Nord, d'Amérique centrale et des Caraïbes | Belsy Laza                | 20,96 m | Mexico, Mexique     | 2 mai 1992       |
| Record d'Amérique du Sud                                       | Elisângela Adriano        | 19,30 m | Tunja, Colombie     | 14 juillet 2001  |
| Record d'Océanie                                               | Valerie Adams             | 21,24 m | Daegu, Corée du Sud | 29 août 2011     |

### Meilleures performances de l'année 2019
| 1  | Gong Lijiao         | Chine       | 20,31 m | Zurich | 29 août 2019       |
| 2  | Chase Ealey         | États-Unis  | 19,68 m | Zurich | 29 août 2019       |
| 3  | Danniel Thomas-Dodd | Jamaïque    | 19,55 m | Lima   | 9 août 2019        |
| 4  | Maggie Ewen         | États-Unis  | 19,47 m | Minsk  | 10 septembre 2019  |
| 5  | Christina Schwanitz | Allemagne   | 19,37 m | Zurich | 29 août 2019       |
| 6  | Brittany Crew       | Canada      | 19,28 m | Berlin | 1er septembre 2019 |
| 7  | Aliona Dubitskaya   | Biélorussie | 19,21 m | Zurich | 29 août 2019       |
| 8  | Fanny Roos          | Suède       | 19,06 m | Minsk  | 10 septembre 2019  |
| 9  | Jessica Ramsey      | États-Unis  | 19,01 m | Lima   | 9 août 2019        |
| 10 | Anita Márton        | Hongrie     | 18,95 m | Minsk  | 10 septembre 1019  |

## Résultats

### Finale
| Rang               | Athlète             | Pays        | Essais  | Essais  | Essais  | Essais  | Essais  | Essais  | Marque  | Notes |
| Rang               | Athlète             | Pays        | 1       | 2       | 3       | 4       | 5       | 6       | Marque  | Notes |
| ------------------ | ------------------- | ----------- | ------- | ------- | ------- | ------- | ------- | ------- | ------- | ----- |
| Médaille d'or      | Gong Lijiao         | Chine       | 19,07 m | 19,42 m | 19,21 m | 19,55 m | x       | x       | 19,55 m |       |
| Médaille d'argent  | Danniel Thomas-Dodd | Jamaïque    | 18,97 m | 19,02 m | 19,36 m | 19,05 m | x       | 19,47 m | 19,47 m |       |
| Médaille de bronze | Christina Schwanitz | Allemagne   | 18,61 m | 18,87 m | 18,68 m | 18,67 m | 19,17 m | 18,44 m | 19,17 m |       |
| 4                  | Maggie Ewen         | États-Unis  | 18,04 m | 18,48 m | 18,79 m | 18,91 m | 18,93 m | x       | 18,93 m |       |
| 5                  | Anita Márton        | Hongrie     | 18,75 m | 18,41 m | 18,37 m | 18,28 m | 18,18 m | 18,86 m | 18,86 m |       |
| 6                  | Aliona Dubitskaya   | Biélorussie | 18,66 m | 18,48 m | 18,86 m | 18,36 m | 18,58 m | 18,55 m | 18,86 m |       |
| 7                  | Chase Ealey         | États-Unis  | 18,70 m | 18,25 m | x       | x       | 18,82 m | 18,61 m | 18,82 m |       |
| 8                  | Brittany Crew       | Canada      | 18,46 m | 18,18 m | x       | 18,55 m | 18,40 m | 17,46 m | 18,55 m |       |
| 9                  | Michelle Carter     | États-Unis  | 18,32 m | 18,31 m | 18,41 m |         |         |         | 18,41 m |       |
| 10                 | Paulina Guba        | Pologne     | 18,02 m | 17,97 m | x       |         |         |         | 18,02 m |       |
| 11                 | Sophie McKinna      | Royaume-Uni | 17,99 m | 17,85 m | 17,68 m |         |         |         | 17,99 m |       |
| 12                 | Dimitriana Surdu    | Moldavie    | 17,64 m | 17,45 m | x       |         |         |         | 17,64 m |       |

### Qualification
18,40 m m (Q) ou les 12 premières (q) se qualifient pour la finale.
| Rang | Groupe | Athlète             | Nationalité       | Essais  | Essais  | Essais  | Marque  | Notes |
| Rang | Groupe | Athlète             | Nationalité       | 1       | 2       | 3       | Marque  | Notes |
| ---- | ------ | ------------------- | ----------------- | ------- | ------- | ------- | ------- | ----- |
| 1    | A      | Danniel Thomas-Dodd | Jamaïque          | 17,60 m | 18,06 m | 19,32 m | 19,32 m | Q     |
| 2    | B      | Maggie Ewen         | États-Unis        | 19,21 m |         |         | 19,21 m | Q     |
| 3    | B      | Gong Lijiao         | Chine             | 18,96 m |         |         | 18,96 m | Q     |
| 4    | A      | Michelle Carter     | États-Unis        | 18,85 m |         |         | 18,85 m | Q, SB |
| 5    | B      | Dimitriana Surdu    | Moldavie          | 18,71 m |         |         | 18,71 m | Q, SB |
| 6    | A      | Sophie McKinna      | Royaume-Uni       | 17,74 m | 18,05 m | 18,61 m | 18,61 m | Q, PB |
| 7    | B      | Christina Schwanitz | Allemagne         | 18,52 m |         |         | 18,52 m | Q     |
| 8    | A      | Aliona Dubitskaya   | Biélorussie       | 18,51 m |         |         | 18,51 m | Q     |
| 9    | B      | Anita Márton        | Hongrie           | 18,29 m | 18,44 m |         | 18,44 m | Q     |
| 10   | A      | Chase Ealey         | États-Unis        | 17,90 m | x       | 18,35 m | 18,35 m | q     |
| 11   | A      | Brittany Crew       | États-Unis        | 17,35 m | 18,30 m | 18,24 m | 18,30 m | q     |
| 12   | A      | Paulina Guba        | Pologne           | 17,36 m | 18,04 m | x       | 18,04 m | q     |
| 13   | A      | Sara Gambetta       | Allemagne         | 17,59 m | 18,01 m | 17,41 m | 18,01 m |       |
| 14   | B      | Fanny Roos          | Suède             | x       | 18,01 m | 17,39 m | 18,01 m |       |
| 15   | B      | Klaudia Kardasz     | Pologne           | x       | 18,86 m | 17,79 m | 17,79 m |       |
| 16   | B      | Emel Dereli         | Turquie           | 16,51 m | x       | 17,71 m | 17,71 m |       |
| 17   | A      | Zhang Linru         | Chine             | x       | 17,06 m | 17,65 m | 17,65 m |       |
| 18   | B      | Alena Pasechnik     | Biélorussie       | 17,55 m | x       | 17,42 m | 17,55 m |       |
| 19   | A      | Portious Warren     | Trinité-et-Tobago | 17,43 m | 17,46 m | x       | 17,46 m |       |
| 20   | B      | Alina Kenzel        | Allemagne         | 16,58 m | 17,46 m | 17,42 m | 17,46 m |       |
| 21   | A      | Geisa Arcanjo       | Brésil            | 17,30 m | x       | 17,45 m | 17,45 m |       |
| 22   | B      | Noora Salem Jasim   | Bahreïn           | 17,36 m | x       | 16,83 m | 17,36 m |       |
| 23   | A      | Song Jiayuan        | Chine             | 15,14 m | 17,10 m | 17,24 m | 17,24 m |       |
| 24   | B      | Sarah Mitton        | Canada            | 16,27 m | x       | 17,24 m | 17,24 m |       |
| 25   | B      | Madison-Lee Wesche  | Nouvelle-Zélande  | 16,55 m | 17,22 m | x       | 17,22 m |       |
| 26   | A      | Oyesade Olatoye     | Nigeria           | 16,97 m | x       | x       | 16,97 m |       |
| 27   | A      | Ahymara Espinoza    | Venezuela         | x       | 16,89 m | x       | 16,89 m |       |

## Légende
Records et Performances
- AR : Record continental (area record)
- CR : Record des championnats (championship record)
- MR : Record du meeting (meet record)
- NR : Record national (national record)
- OR : Record olympique (olympic record)
- PR : Record paralympique (paralympic record)
- PB : Record personnel (personal best)
- SB : Meilleure performance personnelle de la saison (season's best)
- WL : Meilleure performance mondiale de l'année (world leader)
- WJR : Record du monde junior (world junior record)
- WR : Record du monde (world record)

Circonstances et Conditions
- DNF : N'a pas terminé (did not finish)
- DNS : N'a pas pris le départ (did not start)
- DQ : Disqualification (disqualification)
- NM : Aucun essai valable enregistré (No Mark)
- Q : Qualifié « directement » au prochain tour (ou à la prochaine compétition), lors d'une compétition majeure, grâce au classement ou à la réalisation des minima (automatic qualifier)
- q : Qualifié au prochain tour (ou à la prochaine compétition), lors d'une compétition majeure, grâce au repêchage ou à la réalisation de l'une des meilleures performances parmi celles des « non qualifiés directement » (grâce au meilleur temps ou à la meilleure distance par exemple) (secondary qualifier)